# Claremont (Virginie)
Pour les articles homonymes, voir Claremont.
Claremont est une municipalité américaine située dans le comté de Surry en Virginie.

## Géographie
Située sur la rive sud de la James River, la municipalité s'étend sur 2,53 milles carrés (6,55 km2). Elle se trouve à l'est de Petersburg.

## Histoire
Le territoire de Claremont, autrefois habité par les amérindiens Quiyoughcohonacks, est attribué à George Harrison en 1621 puis racheté par la famille Allen en 1656. Au siècle suivant, William Allen y fait construire un manoir qu'il nomme Claremont Manor, probablement en référence à la résidence royale anglaise de Claremont House. Vers 1880, la famille Allen revend la plantation à J. F. Mancha, qui vend plusieurs lots à des habitants du Nord et du Midwest. Claremont devient officiellement une municipalité le 16 janvier 1886 et connaît son pic de population au début du XXe siècle, avec plus de mille habitants.
En 1892, le docteur John Jefferson Smallwood, né esclave, fonde le Temperance Industrial & Collegiate Institute à Claremont, une école pour les élèves afro-américains. Elle ferme en 1928, seize ans après sa mort.
Claremont est en grande partie détruite par le passage de l'ouragan Isabel en 2003.

## Démographie
Selon le recensement de 2010, Claremont compte 378 habitants, à 75 % blancs et à 22 % afro-américains. Depuis le recensement, sa population ne cesse de diminuer, elle est estimée à 338 habitants en 2018.